# Mary van Kleeck
Mary Abby van Kleeck, född 26 juni 1883 i Glenham, New York, död 8 juni 1972 i Kingston, New York, var en nederländsk-amerikansk samhällsvetare. Hon var en stor förebild inom amerikanska arbetarrörelsen.

## Utbildning
Mary van Kleeck påbörjade sina studier hösten 1900 på Smith College och fick en filosofie kandidatexamen år 1904. 

## Karriär
Mary van Kleeck tilldelades ett forskningsstipendium i New York från Smith College Alumnae år 1905. Van Kleeck började därefter sin karriär inom samhällsvetenskap genom att studera barnarbete samt övertid bland kvinnliga fabriksarbetare.  
Van Kleeck blev uppmärksammad av Russell Sage Foundation efter att hennes forskning publicerades i den ledande tidskriften för socialarbete. Stiftelsen började stödja hennes forskning och anställde henne sedan år 1910 som chef för deras utskott för kvinnors arbete. Van Kleecks arbete hjälpte till att åstadkomma lagstiftningsreformer genom att belysa dåliga arbetsförhållanden, bland annat så antogs en lagstiftning som begränsade nattarbete för kvinnliga arbetare. För van Kleeck ledde detta även till en utökad roll inom Russell Sage Foundation.   
År 1916 utvidgades stiftelsen utskott för kvinnors arbete till institutionen för industriella studier och Mary van Kleeck ombads att jobba som direktör. Det blev en titel som hon hade i över fyrtio år, förutom en kort period under första världskriget. Van Kleeck var under denna period en av de mest inflytelserika personerna inom kvinnors anställning och fick år 1918 i uppdrag av amerikanska arméns förordningsavdelning att skapa standarder för anställning av kvinnor inom krigsindustrin. Hon tjänstgjorde i War Labor Policies Board, en temporär amerikansk myndighet till för att stötta amerikansk militär under första världskriget, och blev även utnämnd till direktör för United States Department of Women's Labor in Industry Service, föregångaren till United States Women's Bureau. Hon lämnade kort därefter över uppdraget till Mary Anderson för att återvända till Russell Sage Foundation och New York.  
Mary van Kleeck återvände till sin forskning av arbetsförhållanden, anställningsvillkor och industrier på nationell, regional och lokal nivå. Hon utökade även sina studier vid institutionen för industriella studier vid Russel Sage Foundation av arbetstagares rättigheter och rollen av arbetstagarrepresentation på arbetsplatsen. Förutom hennes egen forskning ledde van Kleeck även flera betydande studier, inklusive de av Dutchess Bleachery, Filene Store, Rock Island Arsenal och Rocky Mountain Fuel Company.